# Kim Ah-jung
Kim Ah-jung (en hangul, 김아중; Seúl, Corea del Sur, 16 de octubre de 1982) es una actriz de películas y dramas coreanos, así como reconocida modelo.

## Carrera
Fue miembro de la agencia Namoo Actors del 2011 al 2015.
Kim Ah-jung es una conocida actriz y modelo surcoreana que llegó a la fama gracias a sus apariciones en películas y numerosos anuncios publicitarios. 
Su papel principal, y que le hizo consagrarse como actriz, fue el de una chica gorda (Han-na) que recurre a la cirugía estética para poder triunfar en el mundo del pop, en la exitosa comedia del 2006 200 Pounds Beauty, por este papel fue galardonada como el premio de Mejor actriz en la edición de 2007 de los Grand Bell Awards. 
Anteriormente apareció en numerosas series de TV entre los que cabe destacar  The Bizarre Bunch en 2005 de KBS.
Kim también es una de las modelos publicitarias más exitosas en Corea del Sur.
En diciembre de 2020, se anunció que estaba en pláticas para unirse al elenco de la serie One the Woman, sin embargo en enero de 2021 se anunció que había rechazado el papel.
En febrero de 2022 se unirá al elenco principal de la serie Grid donde dará vida a Jung Sae-byeok.

## Filmografía

### Películas
| Año  | Título                       | Papel                     | Ref.  |
| ---- | ---------------------------- | ------------------------- | ----- |
| 2005 | When Romance Meets Destiny   | Lee Kyung Jae             |       |
| 2006 | 200 Pounds Beauty            | Kang Han Na / Jenny       |       |
| 2009 | Present                      | Espía "W"                 |       |
| 2010 | Foxy Festival                | Soo Jung (cameo)          |       |
| 2012 | My PS Partner                | Yoon Jung                 |       |
| 2013 | Steal My Heart               | Yoon Jin Sook/Lee Sook Ja |       |
| 2013 | Amazing                      | Erin                      |       |
| 2017 | The King                     | Sang-hee                  | [ 5 ] |
| 2019 | The Bad Guys: Reign of Chaos |                           | [ 6 ] |

### Series de televisión
| Año  | Título                          | Papel           | Canal   | Notas              | Ref.  |
| ---- | ------------------------------- | --------------- | ------- | ------------------ | ----- |
| 2004 | Love Survival                   | Ella misma      |         |                    |       |
| 2004 | Emperor of the Sea              | Ha Jin          | KBS 2TV |                    | [ 7 ] |
| 2005 | Our Attitude to Prepare Parting | Seo Hee Won     | MBC     |                    |       |
| 2005 | Bizarre Bunch                   | Kim Jong Nam    | KBS 1TV |                    |       |
| 2008 | On Air                          | (Cameo, Ep. 1)  |         |                    |       |
| 2009 | The Accidental Couple           | Han Ji Soo      | KBS 2TV |                    |       |
| 2011 | Sign                            | Go Da Kyung     | SBS     |                    |       |
| 2014 | Punch                           | Shin Ha Gyung   | SBS     |                    |       |
| 2016 | Wanted                          | Jung Hye-in     | SBS     |                    |       |
| 2017 | Live Up to Your Name            | Choi Yeon-kyung | tvN     |                    |       |
| 2022 | Grid                            | Jung Sae-byeok  | Disney+ |                    | [ 8 ] |
| 2022 | Detrás de cada estrella         | Ella misma      | tvN     | Aparición especial | [ 9 ] |

### Aparición en videos musicales
- Shin Hye Sung - «Same thought»
- Youme - «여자라서 하지 못한 말»

## Premios
| Año  | Premio |
| ---- | --- |
| 2005 | KBS Drama Awards: Mejor nueva actriz |
| 2006 | 42.º Paeksang Arts Awards: Popularidad |
| 2007 | - 3.º Rising Star Awards - 44.º Grand Bell Awards: Mejor actriz por 200 Pounds Beauty - 6.º Digital Music Award: Canción del mes - 4.º Best Film Awards: Mejor actriz |
| 2009 | KBS Drama Awards: Premio a la excelencia, Actriz en Miniseries por The Accidental Couple                                                                              |
| 2019 | - Best Lead Actor - 2019 Best Star Award |